# Mali Radinci
Mali Radinci (Мали Радинци) település Szerbiában, a Vajdaságban, a Szerémségi körzetben, Ruma községben.

## Demográfiai változások
| 1948 | 1953 | 1961 | 1971 | 1981 | 1991 | 2002 |
| ---- | ---- | ---- | ---- | ---- | ---- | ---- |
| 580  | 579  | 643  | 578  | 574  | 558  | 598  |